# Pedro Valdo
Pedro Valdo (em francês Pierre Vaudès ou de Vaux) (c. 1140 – c. 1205) foi um rico comerciante e religioso de Lyon, líder dos valdenses, movimento cristão da Idade Média.

## Biografia
Decidiu abandonar todos os seus bens, com exceção daquilo que fosse necessário para o sustento de sua família. Um grupo de discípulos logo se formou, tornando-se conhecidos como os Pobres de Espírito. Valdo e seus seguidores passaram, então, a pregar suas ideias pela região. Em virtude de sua recusa em interromper suas pregações, eles foram excomungados em 1184.
Entre 1170-80, Valdo encomendou de um clérigo uma tradução (ou ele mesmo traduziu, segundo fontes existentes) do Novo Testamento para o franco-provençal, língua local na época. Por isso, ele é reconhecido como sendo o mentor da primeira tradução da Bíblia em uma "linguagem moderna" que não fosse o latim. Devido às recusas dos sacramentos e dogmas católicos, a ele é atribuído o título de Pré-Reformador, lançando as bases ideológicas que culminariam na Reforma Protestante com Martinho Lutero.
Mesmo após a morte de Pedro Valdo seus discípulos continuaram o movimento, sendo denominados, então, de os valdenses.

## História
Muito de sua vida é desconhecido. Fontes existentes relatam que ele era um rico comerciante de roupas de Lyon e que era instruído.

### Conversão de Pedro Valdo
Uma crônica anônima, escrita por volta de 1218, relata a história de vida de Pedro Valdo:
"Em 1173, em um certo domingo, quando se juntou à multidão que ouvia um trovador, sentiu-se tocado pelas suas palavras, e convidando-o para sua casa, tomou conta dele e ouviu-o. A passagem que o pregador recitava era sobre Aleixo de Roma, romano do século IV, que se converteu ao cristianismo e abriu mão dos bens materiais. Na manhã seguinte, Valdo se apressou em ir à escolas de teologia para buscar conselhos para a sua alma, e ele foi instruído de que havia muitos caminhos que levam a Deus, e perguntou qual desses seria o mais perfeito de todos. Responderam-lhe com a passagem do Novo Testamento "O Mancebo Rico" (Mt 19:21) "Se queres ser perfeito, vai, vende tudo o quanto tens e dá-o aos pobres, e terás um tesouro no céu; e vem, e segue-me."
Então Valdo dirigiu-se à sua esposa, e deu-lhe duas escolhas: manter a propriedade pessoal ou seus imóveis, pois tinha campos, casas, aluguéis, vinhas, moinhos e direitos de pesca. Descontente, ela decidiu por manter seus diversos imóveis. De sua casa ele fez um asilo a qualquer que tivesse sido tratado injustamente; grande parte disso ele deu às suas filhas que, sem consentimento de sua mulher, as mudou para o convento de Fontevraud-l'Abbaye; mas a maior parte de seu dinheiro ele deu aos pobres. Neste período, uma grande fome estava assolando a França e Alemanha. Valdo, então, deu pão com legumes e carne a quem pedisse, por três dias, em qualquer semana entre Pentecostes e a festa de Libertação de São Pedro.
Na festa de Assunção de Maria, enquanto jogava dinheiro aos pobres da vila, bramou: "Nenhum homem pode servir a dois senhores, Deus e Mamon." (Mt 6:24). Os seus conhecidos afastaram-se dele, julgando-o louco. Mas indo a um lugar mais alto, disse: "Meus compatriotas e amigos, não estou louco como pensam, mas estou me vingando de meus inimigos, que me fizeram escravo, pois sempre tive mais cuidado com dinheiro do que com Deus, e servi a criatura no lugar do Criador. Sei que muitos me acusarão por agir abertamente, mas eu o faço por minha própria conta e por vós; na minha conta, pois quem me ver doravante possuindo algum dinheiro irá dizer que estou louco, e por vós, de modo que aprendam a colocar esperança em Deus e não nos ricos."
No dia seguinte, vindo da igreja, perguntou a um cidadão, que era conhecido seu, que lhe desse algo para comer. Seu amigo, tomando-o para sua casa, disse: "Eu irei dar-lhe o que precisar enquanto eu viver." Quando isso chegou aos ouvidos de sua esposa, essa correu ao arcebispo da cidade, implorando-lhe que não deixasse seu marido mendigar pão de ninguém, a não ser dela. Aos que ouviram isto, foram tomados por tristeza.
Valdo foi conduzido à presença do arcebispo. Então sua mulher, agarrando-o pelo pescoço, disse: "Não convém, homem, que eu redima meus pecados dando-te esmolas, do que outros o fazendo?" Desde então não era autorizado a aceitar comida de quem quer que fosse, exceto de sua mulher."

## Movimento religioso
À medida que ganhava maturidade espiritual, Valdo começou a ensinar e pregar nas ruas partes memorizadas das escrituras e de textos da Igreja, como de Agostinho de Hipona, já traduzido para a linguagem do povo. Começaram a surgir seguidores. Esses receberam diversos nomes: Homens Pobres de Lyon, Os Pobres de Deus, Valdensianos ou valdenses. 
Valdo encomendou uma tradução do Novo Testamento para o francês provençal, língua local na época. Pregadores leigos (não clérigos) passaram a palavra adiante. Depois, os valdenses começaram também a pregar o evangelho.
Os bispos ficaram descontentes que Valdo e seus seguidores estavam "invadindo" suas tarefas de pregação. Nesse mesmo período houve um movimento, no sul da França, conhecido como Catarismo, também conhecido como os albigenses, seita gnóstica maniqueísta, o que aumentou a repressão da Igreja. Embora os valdenses possuíssem uma doutrina totalmente diferente da seita dos cátaros, a Igreja reprimia qualquer discordância dogmática.

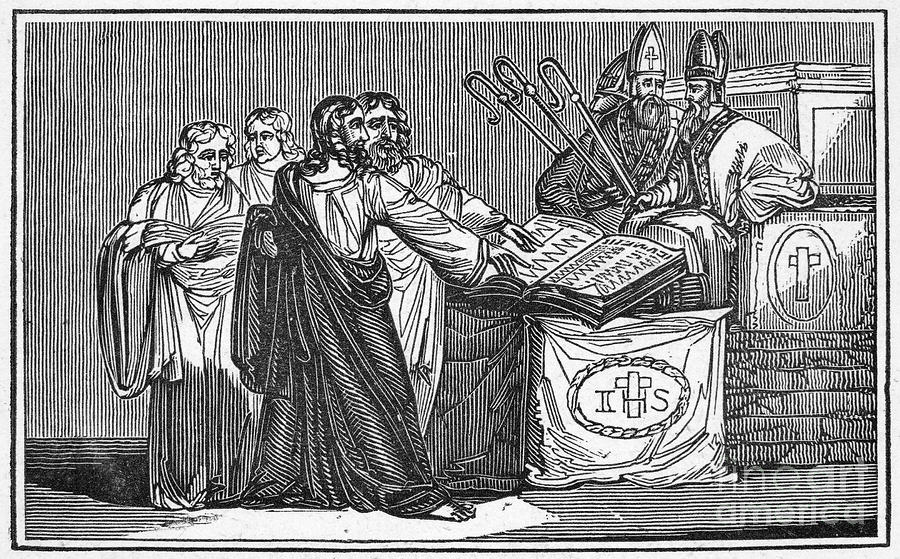
Pedro Valdo em Roma, explicando-se aos inquisidores e ao Papa Alexandre III, em 1179 (Terceiro Concílio de Latrão).

Em 1179, para combater suas objeções, Valdo e seus discípulos foram a Roma procurar a aprovação papal para serem reconhecidos como uma ordem, então considerada "Ecclesiola in Ecclesia" (igreja dentro da igreja). O Papa Alexandre III exigiu que explicassem seus posicionamentos para três clérigos, da ordem dos dominicanos. Porém, suas reivindicações não foram consideradas e o papa não aprovou seu movimento, embora os tivesse autorizado a pregar em qualquer lugar desde que os bispos locais aprovassem, o que na prática seria em lugar nenhum. Valdo, ao retornar a Lyon, afirmou: "Mais importa obedecer a Deus do que aos homens." em referência ao que disse o apóstolo Pedro em Atos 5:29. Desde então, Valdo passou a ser chamado de Pedro Valdo. Mesmo com a proibição, Pedro Valdo e seus seguidores continuaram. Pouco depois, no mesmo ano, o Terceiro Concílio de Latrão condenou os valdenses pelas pregações, mas sem os excomungar.
Após saírem de Lyon, os valdenses instalaram-se nos vales de Piedmont e em Luberon, região da França. Em 1184, o Papa Lúcio III excomungou Valdo e, em 1215, o Quarto Concílio de Latrão concordou.
Pedro Valdo e Francisco de Assis foram contemporâneos e apresentavam muitas semelhanças. Ambos vieram de famílias ricas de mercadores; morreram com diferença de 20 anos entre um e outro; converteram-se após ouvirem a história do mancebo rico e Jesus; abriram mão de suas posses e enfatizaram a importância de pregar o Evangelho sobre os sacramentos, e seus seguidores continuaram o legado; dando ênfase na importância dos sacramentos. O fato de Valdo ser declarado herético e Francisco um santo tem mais a ver com a mudança da percepção na Igreja de que os clérigos e monges haviam negligenciado as pregações do que diferenças teológicas propriamente ditas. Embora os seguidores de Valdo negassem o purgatório e a eficácia das orações pelos mortos, eram os seguidores de São Francisco que adotaram uma posição mais radical sobre a Era do Espírito Santo, e de que a era de obedecer ao mandamento de Cristo "fazei isto em memória de mim" havia terminado.
Pedro Valdo possivelmente morreu no início do século XIII, possivelmente na Alemanha; ele nunca foi capturado e seus restos mortais permanecem desconhecidos. 
Por três séculos, a Igreja perseguiu os valdenses. Retirando-se de lugar em lugar, eles se apegaram às Escrituras, e os pregadores leigos continuaram a espalhar os pontos de vistas reformados, que mais tarde foram encontrados em movimentos posteriores como no movimento dos franciscanos e no protestantismo. Deveras, a maioria dos valdenses uniu-se aos protestantes durante a Reforma Protestante. Aqueles que permaneceram nos Alpes, entretanto, mantiveram sua identidade preservada. A Itália concedeu liberdade religiosa aos valdenses somente em 1848.